# San Luis Este
San Luis Este (en inglés, East St. Louis) es una ciudad en el condado de St. Clair, en el estado de Illinois (Estados Unidos). Está directamente al otro lado del río Misisipi desde el centro de San Luis, en el estado de Misuri, y el Parque nacional Gateway Arch. Se encuentra en la región Metro-Este del Sur de Illinois. Como muchas ciudades del Rust Belt, sufrió una pérdida de puestos de trabajo debido a la reestructuración industrial durante la segunda mitad del siglo XX. Esto llevó a un marcado declive demográfico. En 1950, era la cuarta ciudad más grande de Illinois cuando su población alcanzó un máximo de 82 366 habitantes. A partir del censo de 2020, tenía una población de 18 469 habitantes, menos de una cuarta parte del censo de 1950 y una disminución de casi un tercio desde 2010.
Una adición reciente al paseo marítimo de la ciudad es Gateway Geyser, situado en el Parque Conmemorativo Malcolm W. Martin. Es la segunda fuente más alta del mundo y lanza agua a una altura de 192 m, la misma altura que el Gateway Arch al otro lado del río en San Luis, que complementa.

## Historia
Los nativos americanos habían habitado durante mucho tiempo ambos lados del río Misisipi. Los gobernantes de la cultura de Misisipi organizaron a miles de trabajadores para construir montículos de tierra complejos en lo que luego se convirtió en San Luis y San Luis Este. El centro de esta cultura fue el complejo urbano de Cahokia, ubicado al norte del actual San Luis Este dentro de Collinsville. Antes de la Guerra de Secesión, los colonos informaron de hasta 50 montículos en el área que se convirtió en San Luis Este, pero la mayoría se perdió debido al desarrollo del siglo XIX y la posterior construcción de carreteras.
San Luis Este se encuentra dentro del área fértil de American Bottom de la actual área Metro-East de San Luis. Este nombre se le dio después de que Estados Unidos adquiriera la Compra de Luisiana en 1803, y más estadounidenses de origen europeo comenzaron a establecerse en el área. El pueblo se llamó primero "Illinoistown".
San Luis Este fue fundado en 1797 por el capitán James Piggott, un veterano de la Guerra Revolucionaria. En ese año, Piggott comenzó a operar un servicio de ferry a través del río Misisipi, conectando Illinoistown con San Luis, que había sido fundado por familias de etnia francesa. Cuando Piggott murió en 1799, su viuda vendió el negocio del ferry, se mudó al condado de San Luis y se volvió a casar. Una de las tataranietas de los Piggott se hizo conocida como la actriz Virginia Mayo (Virginia Clara Jones).
El municipio llamado San Luis Este se estableció el 1 de abril de 1861. Los residentes de Illinoistown votaron por un nuevo nombre ese día, y 183 votaron para cambiar el nombre de la ciudad a San Luis Este. Aunque comenzó como una ciudad pequeña, San Luis Este pronto se convirtió en una ciudad más grande, influenciada por la creciente economía de San Luis, que en 1870 era la cuarta ciudad más grande de los Estados Unidos.

### Gran Huelga Ferroviaria de 1877
Un período de gran crecimiento industrial siguió a la Guerra de Secesión. Las industrias en San Luis Este hicieron uso de la disponibilidad local de carbón de Illinois como combustible. Otra industria temprana fue el envasado de carne y corrales, concentrados en un área para limitar sus molestias a otras jurisdicciones. En la expansión, muchos hombres de negocios se extendieron demasiado en el crédito y un gran colapso económico siguió al pánico de 1873. Esto se debió a la expansión del ferrocarril y otras manufacturas, la especulación de la tierra y el optimismo comercial general causado por las grandes ganancias de la inflación. La recesión económica comenzó en el este y se movió constantemente hacia el oeste, paralizando gravemente los ferrocarriles, el principal sistema de transporte. En respuesta, las compañías ferroviarias comenzaron a reducir drásticamente los salarios de los trabajadores, obligando a los empleados a trabajar sin remuneración y recortando puestos de trabajo y horas de trabajo remunerado. Estos recortes salariales y tácticas adicionales para ahorrar dinero provocaron huelgas y disturbios masivos.
Si bien la mayoría de las huelgas en las ciudades del este durante 1877 estuvieron acompañadas de violencia, la huelga de San Luis de fines de julio de 1877 se caracterizó por una rápida y sin sangre toma de posesión por parte de trabajadores insatisfechos. Para el 22 de julio, la Comuna de San Luis comenzó a tomar forma, ya que los representantes de casi todas las líneas ferroviarias se reunieron en San Luis Este. Pronto eligieron un comité ejecutivo para comandar la huelga y emitieron la Orden General n.º 1, deteniendo todo el tráfico ferroviario excepto los trenes de pasajeros y correo. John Bowman, el alcalde de San Luis Este, fue designado árbitro del comité. Ayudó al comité a seleccionar policías especiales para proteger la propiedad de los ferrocarriles de daños. La huelga y el nuevo gobierno obrero de facto, aunque recibieron el apoyo del Partido de los Trabajadores, en gran parte germano-estadounidense, y los Caballeros del Trabajo (dos actores clave en la organización de la huelga general de Misuri), no fueron dirigidos por ningún grupo obrero organizado.

La huelga también cerró las casas de la industria empacadora que rodean a National Stock Yards. En una planta, los trabajadores permitieron el procesamiento de 125 cabezas de ganado a cambio de 500 latas de carne de res para los trabajadores. Aunque la huelga de San Luis Este continuó de manera ordenada, al otro lado del río en San Luis hubo incidentes aislados de violencia. Harry Eastman, el representante de los trabajadores de San Luis Este, se dirigió a la masa de empleados:
« Vayan a casa a sus diferentes barrios y organicen sus diferentes uniones, pero no sigan viniendo aquí en grandes cuerpos y provocando entusiasmo. Pídele al alcalde, como hicimos nosotros, que cierre todos los salones... mantente sobrio y ordenado, y cuando estés organizado, solicita órdenes a los Trabajadores Unidos. No saqueen... no interfieran con los ferrocarriles aquí... déjenos ocuparnos de eso ». 
Los huelguistas mantuvieron los ferrocarriles y la ciudad durante aproximadamente una semana, sin la violencia que tuvo lugar en Chicago y otras ciudades. El gobierno federal intervino y el 28 de julio las tropas estadounidenses tomaron el Relay Depot, el centro de comando de la Comuna, y la huelga terminó pacíficamente.

### Gran Ciclón de 1896
El 27 de mayo de 1896, un tornado azotó San Luis y San Luis Este. Se erige como el tornado más mortífero que jamás haya azotado las ciudades. En aproximadamente 20 minutos, este tornado resultó en una destrucción que mató a 137 personas en San Luis y 118 en San Luis Este. La destrucción del tornado abarcó 10 millas, incluso en las estaciones de ferrocarril y los distritos comerciales de San Luis Este. Durante la tormenta, 311 edificios fueron destruidos y otros 7200 sufrieron graves daños. El costo de esta pérdida se estimó entre 10 y 12 millones de dólares. En 1896 se trataba de una cantidad considerable de dinero, ya que en ese momento se podía comprar una casa de ladrillos de dos pisos por 1500 dólares.

### Disturbios de San Luis Este de 1917
El 1 de julio de 1917, se difundió un rumor que afirmaba que un hombre negro había asesinado a un hombre blanco y las tensiones se desbordaron. Después de enterarse de esto, los blancos pasaron frente a las casas negras cerca de 17th y Market y dispararon contra varias de ellas. Cuando la policía vino a investigar una reunión de un gran grupo de residentes negros locales, su automóvil fue confundido con el de los atacantes, y varios en la multitud en 10th y Bond dispararon contra la policía, matando a dos detectives. A la mañana siguiente, miles de blancos asaltaron las secciones negras de la ciudad, golpeando, disparando y matando indiscriminadamente a hombres, mujeres y niños.
Los alborotadores quemaron secciones enteras de la ciudad y dispararon contra los negros mientras escapaban de las llamas, y a algunos los asesinaron mediante ahorcamiento. Destruyeron edificios y atacaron físicamente a las personas; ellos "mataron a un niño de 14 años y le arrancaron el cuero cabelludo a su madre". Antes de que terminara, 244 edificios fueron destruidos".. Otras fuentes dicen que 300 edificios fueron destruidos. Los disturbios duraron casi una semana, dejando nueve blancos y cientos de afroamericanos muertos y daños a la propiedad estimados en cerca de 400 000 dólares. Más de seis mil ciudadanos negros, temiendo por sus vidas, huyeron de la ciudad.
Aunque los informes oficiales sugirieron que el motín racial de San Luis Este resultó en la muerte de 39 negros y 9 blancos, otras estimaciones sitúan la cifra mucho más alta, con estimaciones de 100 a 250 negros asesinados.
W. E. B. Du Bois de la NAACP vino a investigar personalmente los disturbios. El fotógrafo de su organización publicó fotos de la destrucción en la edición de noviembre de The Crisis. El Congreso también llevó a cabo una investigación.
En la ciudad de Nueva York el 28 de julio, 10 000 negros marcharon por la Quinta Avenida en un Desfile Silencioso, llevando pancartas y protestando por los disturbios de San Luis Este. La marcha fue organizada por la Asociación Nacional para el Avance de la Gente de Color (NAACP), W. E. B. Du Bois y grupos en Harlem. Las mujeres y los niños iban vestidos de blanco; los hombres iban vestidos de negro.

### Siglo XX
San Luis Este siguió teniendo una economía basada en la industria. Durante y después de la Segunda Guerra Mundial, muchos trabajadores pudieron vivir decentemente. Fue nombrada Ciudad de toda América en 1959 por la Liga Cívica Nacional. San Luis Este celebró su centenario en 1961. Era conocido como el "Pittsburgh del Oeste". Su población había alcanzado un pico de 82.366 residentes en el censo de 1950, la cuarta ciudad más grande de Illinois en ese momento.
Durante la década de 1950 y más tarde, los músicos de la ciudad fueron una fuerza creativa integral en el blues, el rock and roll y el jazz. Algunos se fueron y lograron reconocimiento nacional, como Ike & Tina Turner. El gran jazzista Miles Davis, que se hizo conocido internacionalmente, nació en las cercanías de Alton y creció en San Luis Este. La serie River of Song de PBS de 1999 presentó a estos músicos en su cobertura de la música de las ciudades a lo largo del río Misisipi.

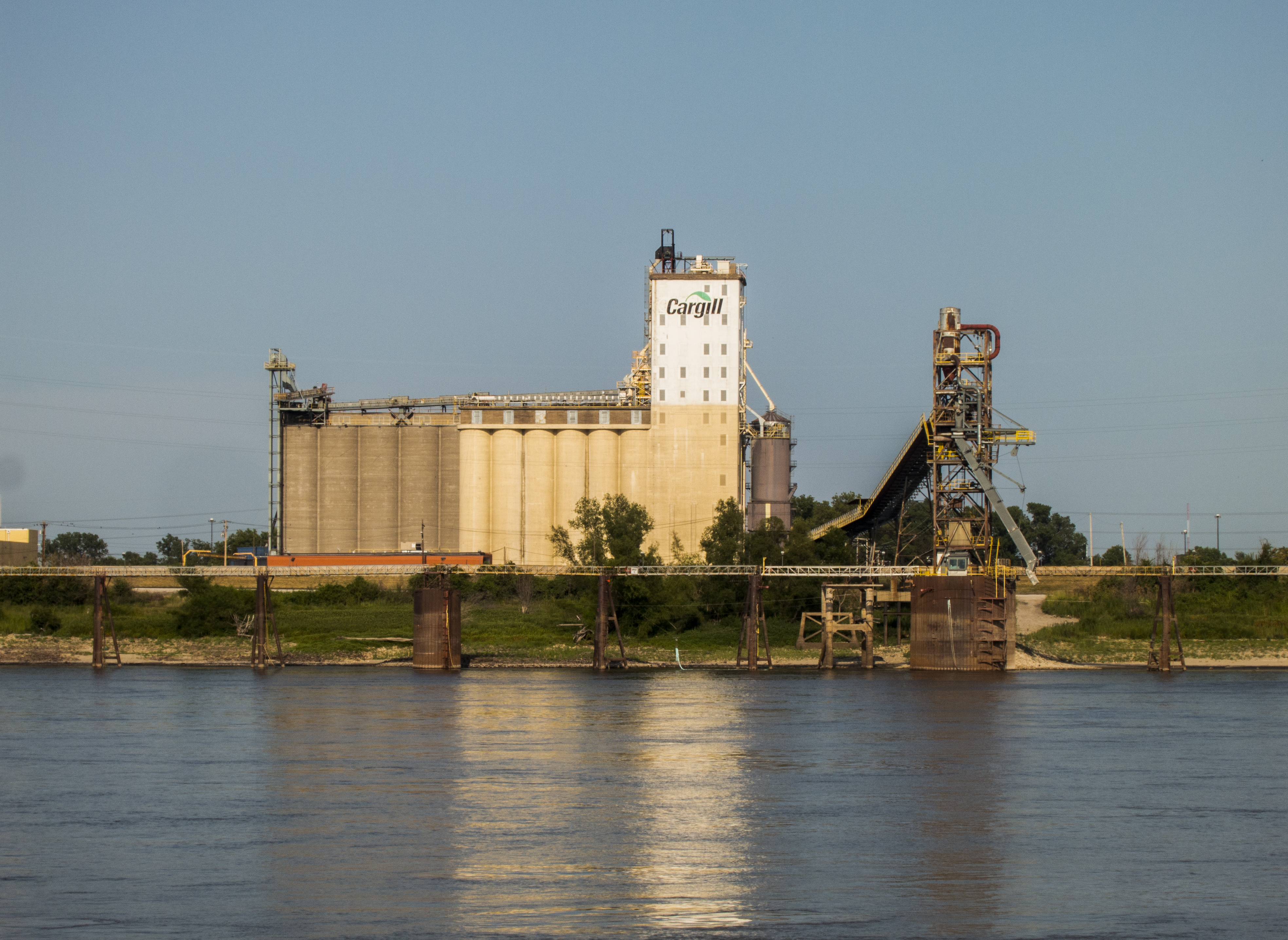
Elevador de granos Cargill en San Luis Este

La ciudad sufrió la reestructuración de mediados de siglo de la industria pesada y los ferrocarriles, lo que costó una pérdida generalizada de puestos de trabajo. A medida que varias fábricas locales comenzaron a cerrar debido a los cambios en la industria, las industrias ferroviaria y empacadora de carne también redujeron y trasladaron puestos de trabajo fuera de la región. Esto condujo a una pérdida precipitada de puestos de trabajo y de clase media. Las condiciones financieras de la ciudad se deterioraron. Elegido en 1951, el alcalde Alvin Fields probó medidas de financiamiento que dieron como resultado un aumento del endeudamiento en bonos de la ciudad y la tasa de impuestos a la propiedad. Más negocios cerraron cuando los trabajadores abandonaron el área para buscar trabajo en otras regiones. A los trabajadores blancos más establecidos les resultó más fácil conseguir trabajos en otras localidades, y la población de la ciudad se volvió cada vez más negra. Los " brownfields " (áreas con contaminación ambiental por la industria pesada) han hecho que la reurbanización sea más difícil y costosa.

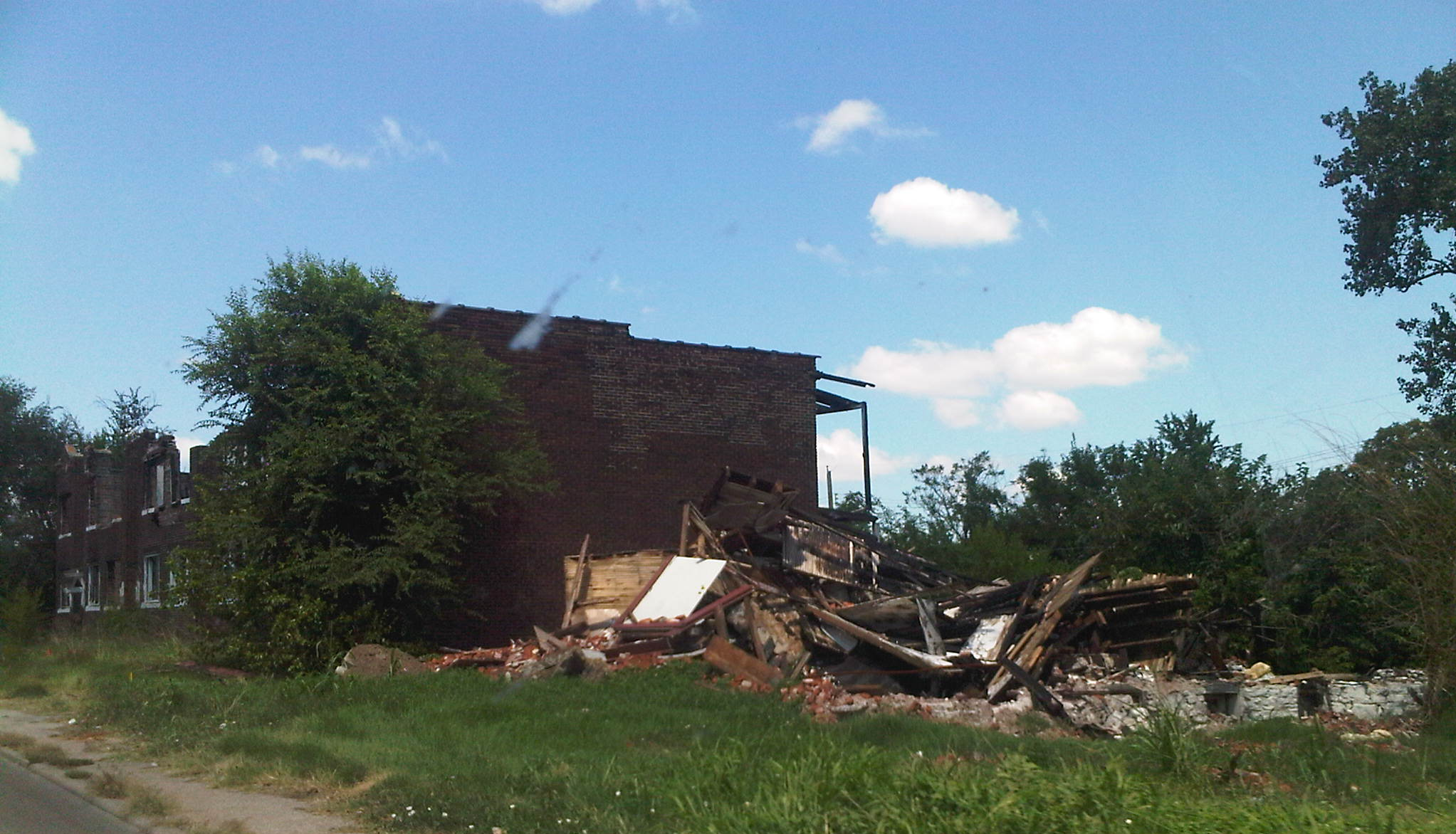
Deterioro urbano en San Luis Este

Aparecieron bandas callejeras en los barrios de la ciudad. Al igual que otras ciudades con problemas endémicos en la década de 1960, la violencia aumentó la desconfianza residencial y afectó negativamente la base comercial del centro y los ingresos de la ciudad.
La construcción de autopistas también contribuyó al declive de San Luis Este. Se construyeron a través de vecindarios en funcionamiento y redes comunitarias y los rompieron, lo que se sumó a la perturbación social del período. Las autopistas facilitaron que los residentes viajaran de un lado a otro de las casas suburbanas, por lo que las personas más ricas se mudaron a viviendas más nuevas. San Luis Este adoptó una serie de programas para tratar de revertir el declive: el programa Model Cities, el Programa de Empleo Concentrado y Operation Breakthrough. Los programas no fueron suficientes para compensar la pérdida de empleos industriales debido a la reestructuración nacional.
En 1971, James E. Williams fue elegido primer alcalde negro de la ciudad. Enfrentado a los abrumadores problemas económicos, no pudo marcar una gran diferencia. En 1975, William E. Mason fue elegido alcalde; su mandato marcó un regreso a la política de patrocinio y la ciudad se hundió más en la deuda y la dependencia de los fondos federales. En 1979, Carl Officer fue elegido alcalde (el más joven del país en ese momento a los 25 años). A pesar de las esperanzas de mejora, las condiciones continuaron empeorando. Los ciudadanos de clase media continuaron saliendo de la ciudad. Las personas que podían conseguir trabajo se trasladaron a lugares con trabajo y una calidad de vida digna. Al carecer de suficientes ingresos fiscales, la ciudad redujo el mantenimiento, fallaron las alcantarillas y cesó la recolección de basura. Los coches de policía y las radios dejaron de funcionar. El Departamento de Bomberos de San Luis Este se declaró en huelga en la década de 1970.
Los incendios de estructuras destruyeron una cantidad tan significativa de bloques consecutivos que gran parte de la película posterior al Armagedón Escape from New York se filmó en San Luis Este.
En 1990, el Estado de Illinois aprobó (65 ILCS 5/Art. 8 Div. 12) la Ley de Ciudades en Apuros Financieros. Bajo esta ley, el gobernador de Illinois, James R. Thompson, proporcionó $34 millones en préstamos a San Luis Este, con la estipulación de que una junta designada de cinco miembros, llamada Autoridad de Asesoramiento Financiero de San Luis Este, administre las finanzas de la ciudad. En 1990, la legislatura estatal aprobó el juego fluvial en un esfuerzo por aumentar los ingresos del estado. La apertura del casino flotante Casino Queen generó la primera nueva fuente de ingresos para la ciudad en casi 30 años.
En 1991, Gordon Bush fue elegido alcalde. Varias industrias importantes que operan en el área se han incorporado por separado como jurisdicciones para el terreno donde están ubicadas sus plantas. Estas "comunidades" prácticamente no tienen residentes, y las jurisdicciones ficticias están fuera de la base impositiva de San Luis Este. Los residentes de la ciudad, sin embargo, sufren por el aire contaminado y otros efectos ambientales adversos de estos sitios. Al mismo tiempo, la base impositiva de la ciudad es demasiado baja para mantener su infraestructura, incluidas las alcantarillas sanitarias, muchas de las cuales se han roto y desbordado en barrios residenciales y escuelas.

## Demografía
Según el censo de 2010, había 27006 personas residiendo en San Luis Oriental. La densidad de población era de 725,51 hab./km². De los 27006 habitantes, San Luis Oriental estaba compuesto por el 0.89% blancos, el 97.96% eran afroamericanos, el 0.1% eran amerindios, el 0.1% eran asiáticos, el 0.01% eran isleños del Pacífico, el 0.11% eran de otras razas y el 0.83% pertenecían a dos o más razas. Del total de la población el 0.49% eran hispanos o latinos de cualquier raza.